# خدمات کتابخانه ملی بوتسوانا
خدمات کتابخانه ملی بوتسوانا (تسوانا: Ditirelo tsa motlobo wa dibuka tsa Botswana) کتابخانه ملی بوتسوانا است. به‌طور رسمی در ۸ آوریل ۱۹۶۸ افتتاح شد. آنها تلاش می‌کنند تا یک کتابخانه و مرکز اطلاعات در سطح جهانی باشند. این کتابخانه یکی از متمرکزترین کتابخانه‌ها در جهان محسوب می‌شود، زیرا مسئولیت توسعه حرفه‌ای همه کتابخانه‌های بوتسوانا، از جمله کتابخانه‌های دانشگاهی را بر عهده دارد.

## تاریخچه
در سپتامبر ۱۹۶۷ از طریق قانون مجلس ملی بوتسوانا تأسیس شد. سرتسه خاما، اولین رئیس‌جمهور جمهوری بوتسوانا، این سرویس را به‌طور رسمی در ۸ آوریل ۱۹۶۸ افتتاح کرد. این ارگان یکی از هفت بخش وزارت کار و امور داخلی بود. مأموریت آن حفظ میراث ادبی ملی و ارائه خدمات اطلاعاتی و آموزشی به عموم بوده است.

## بخش‌ها
این کتابخانه در حال حاضر بخش‌های زیادی را شامل می‌شود که عبارتند از:
- خدمات پشتیبانی کتابشناختی
- کتابخانه ملی مرجع
- بخش کتابخانه‌های عمومی
- خدمات کتابخانه ای برای افراد دارای معلولیت
- تحقیقات و انتشارات پروژه‌ها

### کتابشناسی - فهرست کتب
- مارگارت بافور-آوآه، کتابدار اصلی، گابورون، بوتسوانا: یک روز در زندگی او
- (شامل اطلاعات کتابخانه ملی)